# قائمة البلدان من حيث عدد السكان في عام 1800 م
| التركيبة السكانية التاريخية | التركيبة السكانية التاريخية | التركيبة السكانية التاريخية |
| --------------------------- | --------------------------- | --------------------------- |
| مقالات                      |                             |                             |
| التاريخ الديموغرافي         |                             |                             |
| الديموغرافيا التاريخية      |                             |                             |
| تقديرات سكان العالم         |                             |                             |
| قائمة الدول حسب عدد السكان  |                             |                             |
| 1700                        | 1800                        | 1900                        |

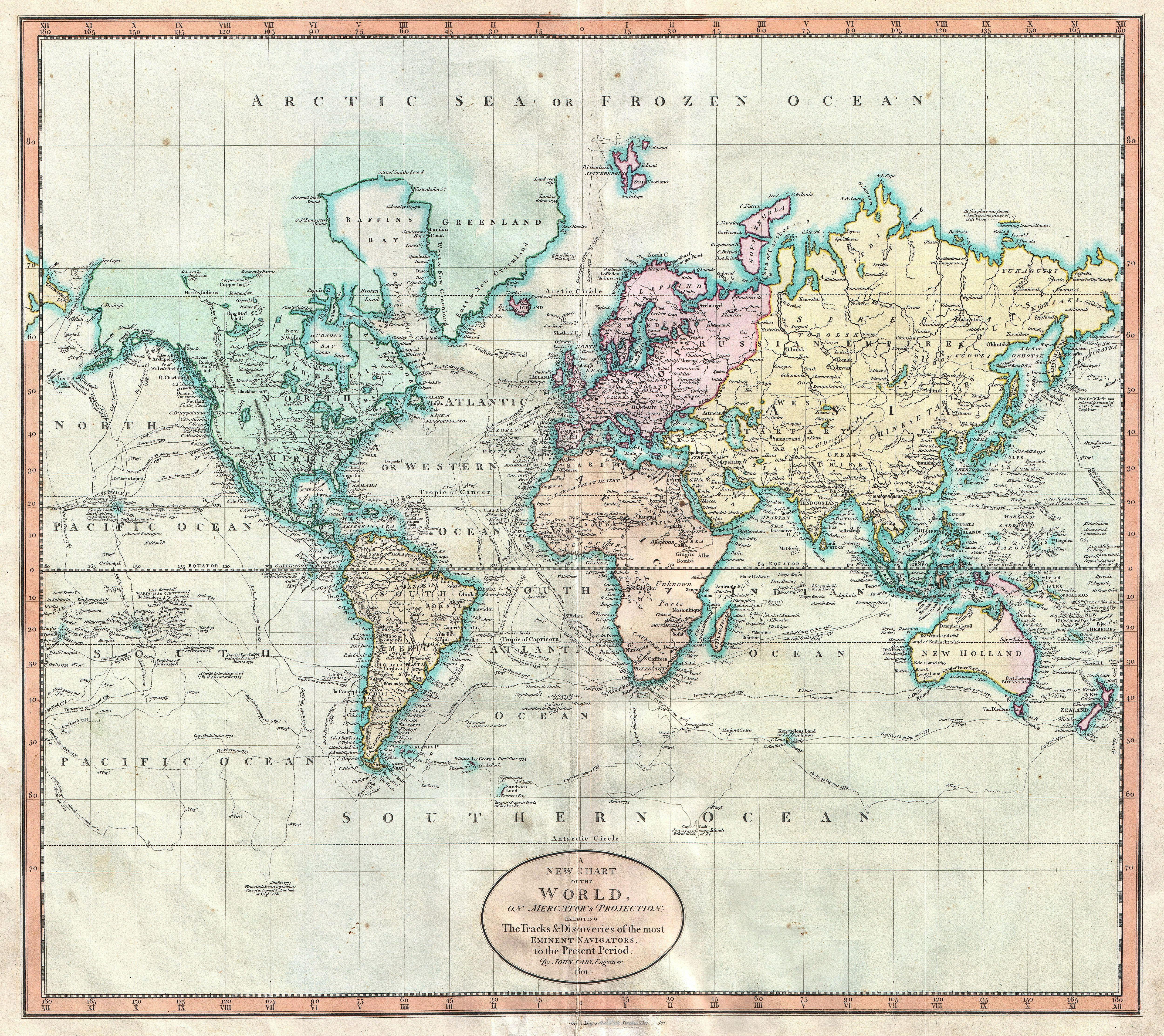
خريطة العالم لجون كاري عام 1801 على إسقاط مركاتور.

هذه قائمة بالدول مرتبة حسب عدد السكان في عام 1800. الأرقام التقديرية تعتمد على عدد السكان في بداية العام، توجد أرقام دقيقة تتعلق بالدول التي أجرت تعدادًا سكانيًا في عام 1800 حدث ذلك تواريخ مختلفة من ذلك العام. أخذت معظم هذه الأرقام من كتاب ألكسندر ف. أفاكوف "ألف عام من الإحصاءات الاقتصادية"، المجلد الأول، الصفحات 21-24، الذي يتناول أرقام السكان لعام 1800 وفقًا للحدود الحديثة.ويستند أفاكوف في هذا إلى مجموعة متنوعة من المصادر. أخذت الأرقام الفرعية الإيطالية من مصادر أخرى. كما تُستمد أرقام أخرى من موقع جان لاهمير على الإنترنت، الذي يعتمد أيضًا على مجموعة متنوعة من المصادر.

## القائمة
| الرتبة | الدولة/التقسيم | تعداد السكان ق. 1800     | النسبة من سكان العالم |
| ------ | --- | ------------------------ | --------------------- |
| –      | العالم | 1,035,908,890            | –                     |
| 1      | سلالة تشينغ الحاكمة التقسيمات - - بر الصين الرئيس – 295,273,300 - تايوان – 2,000,000 - منغوليا – 619,000 - سنجان – 475,000 - هونغ كونغ – 20,000 | 300,150,000              | 30٫4%                 |
| 2      | إمبراطورية ماراثا | ~116,000,000             | 14.5%                 |
| 3      | الإمبراطورية البريطانية التقسيمات - - مملكة بريطانيا العظمى – 10,481,401 - شركة الهند الشرقية – 30,765,640 التقسيمات - - حكم البنغال – 28,796,640 - سيركارس الشمالية ‏ – ? - مملكة ميسور – 1,969,000 - دولة حيدر آباد – ? - مملكة أيرلندا – 5,200,000 - مستعمرة كيب الهولندية – 1,550,000 - الكاريبي البريطاني – 436,643 التقسيمات - - جامايكا – 250,000 - باربادوس – 81,000 - غيانا – 50,000 - غريندا – 20,000 - ترينيداد وتوباغو – 17,643 - باهاماس – 8,000 - كندا (كندا العليا وكندا السفلى) – 300,000 - سورينام – 54,000 - بليز – 15,000 - جبل طارق – 5,339 - أستراليا – 5,200 - برمودا – 4,000 - هانوفر – ~16,470 | ~49,907,000              | ~5٫0%                 |
| 4      | الإمبراطورية الرومانية المقدسة التقسيمات - - أراضي التاج البوهيمي – 5,516,000 - النمسا – 3,370,000 - Electorate of Bavaria – 3,200,000 - مرغريفية براندنبورغ – 1,500,000 - Duchy of Württemberg – 1,350,000 - دوقية ميلانو – 1,100,000 - انتخابية ساكسونيا – 1,050,000 - دوقية تسكانة الكبرى – 1,000,000 - مرغريفية بادن – 912,000 - دوقية ستيريا – 912 ,000 - Hanover – 777,000 - Thuringian states – 612,000 - كونتية تيرول – 610,000 - لاندغريفية هسن دارمشتات – 520,000 - بارما – 500,000 - دوقية كارنيولا – 400,000 - دوقية مودينا وريدجو – 350,000 - دوقية هولشتاين – 350,000 - إمارة مونستر الأسقفية – 350,000 - Electorate of Mainz – 336,000 - دوقية مكلنبورغ شفيرين – 318,000 - دوقية مكلنبورغ شفيرين – 300,000 - دوقية ناساو – 270,000 - دوقية ماغدبورغ – 269,000 - سيليزيا النمساوية ‏ – 250,000 - Bishopric of Würzburg – 250,000 - Electorate of Trier – 240,000 - انتخابية كولونيا – 238,000 - بالاتينات – 228,000 - Archbishopric of Salzburg- 220,000 - Duchy of Oldenburg – 159,000 - هامبورغ – 150,000 - إمارة رويس الخط الأكبر – 76,308 - Principality of Lippe – 70,540 - دوقية مكلنبورغ ستريليتس الكبرى – 70,000 - أنهالت دساو – 52,000 - Arenberg – 48,000 - Free City of Lübeck – 45,000 - Imperial Free City of Trieste – 40,000 - أنهالت برنبورغ – 35,000 - أنهالت كوتن – 33,000 - شاومبورغ ليبه – 20,132 - ليختنشتاين – 5,400 - دوقية براونشفايغ لونيبورغ – ? - دوقية ساكسونيا لاونبورغ – ? - Hesse-Homburg – ? - دوقية شلسفيغ – ? - Bishopric of Lübeck – ? - إمارة أنسباخ – 215,000 | ~41,050,000              | ~4٫2%                 |
| 5      | الجمهورية الفرنسية الأولى التقسيمات - - فرنسا وتبعياتها – 26,758,000 - فرنسا – 4,000,000 - Subalpine Republic – 2,661,000 - الجمهورية الليغورية – 2,011,000 - الجمهورية الهيلفيتية – 1,600,000 - الجمهورية الألبية – 1,300,000 - سانتو دومينغو – 657,000 - الهند الفرنسية – 175,000 - لوكسمبورغ – 140,000 - Mauritius – 70,000 - مالطا – 60,000 - Louisiana – 44,116 - غويانا الفرنسية – 14,500 - أندورا – 5,000 - سان بيير وميكلون – ? | ~39,600,000              | ~4٫0%                 |
| 6      | روسيا التقسيمات - - الإمبراطورية الروسية – 21,248,000 - أوكرانيا – 7,800,000 - بولندا الروسية – 1,200,000 - Governorate of Livonia وغوبرنيه كورلندا – 725,000 - Governorate of Estonia – 650,000 - دوقية ليتوانيا الكبرى – 600,000 - جمهورية الجزر السبع الموحدة – 120,000 - مملكة كارتلي-كاخيتي – 320,000 | 35,005,000               | 3٫6%                  |
| 7      | اليابان | 29,000,000               | 3٫0%                  |
| 8      | الإمبراطورية الإسبانية التقسيمات - - إسبانيا – 10,541,000 - إسبانيا الجديدة – 5,945,000 - New Granada – 2,300,000 - ملكية ريو دي لا بلاتا البديلة – 2,082,000 - Philippines – 1,800,000 - النيابة الملكية على بيرو – 1,400,000 - Chile – 800,000 - Guatemala – 425,000 - Cuba – 300,000 - Puerto Rico – 136,000 - Louisiana – 44,116 - Yucatán – ? - Provincias Internas – ? | 26,500,000               | 2٫7%                  |
| 9      | الدولة العثمانية التقسيمات - - الدولة العثمانية – 8,400,000 - إيالة مصر – ~4,000,000 - 4,394,000 - بايلك تونس – ? - إيالة الجزائر – 3,000,000 - بلغاريا العثمانية – 2,700,000 - طرابلس الغرب العثمانية – ? - العراق العثماني- ? - اليونان العثمانية – 500,000 - إيالة الحبشة – ? - صربيا العثمانية – ? - سوريا العثمانية – ? - إيالة صيدا – ? - ألبانيا – ? - فلسطين – 250,000 - إيالة قبرص – ? - إيالة البوسنة – ? - كريت العثمانية – ? - إيالة جلدر – ? الدول التابعة - - الأفلاق – 1,000,000 - إمارة مولدافيا - 900,000 - مملكة إيميريتي – 200,000 - Principality of Mingrelia – 110,000 - Principality of Abkhazia – 65,000 - Principality of Guria – 30,000 - جمهورية الجزر السبع الموحدة – ? | 26,000,000               | 2٫7%                  |
| 10     | ملكية هابسبورغ التقسيمات - - النمسا – 1,820,000 - مملكة المجر – 6,300,000 - مملكة غاليسيا ولودوميريا – 3,900,000 - مملكة بوهيميا – 2,810,000 - Venetian Province – 1,845,000 - Principality of Transylvania – 1,500,000 - Margraviate of Moravia – 1,260,000 - دوقية ستيريا – 800,000 - كونتية تيرول – 610,000 - Military Frontier – 565,000 - مملكة كرواتيا (هابسبورغ) – 400,000 - دوقية كارنيولا – 400,000 - كارينثيا – 300,000 - ملكية هابسبورغ – 300,000 - سيليزيا النمساوية ‏ – 250,000 - Duchy of Bukovina – 130,000 - Imperial Free City of Trieste – 40,000 - Kingdom of Slavonia – 285,000 - County of Gorizia and Gradisca – 120,000 | 23,145,000               | 2٫4%                  |
| 11     | مملكة جوسون | 16,500,000               | 1٫7%                  |
| 12     | إمبراطورية السيخ | 12,000,000               | 1٫2%                  |
| 13     | مملكة بروسيا التقسيمات - - مرغريفية براندنبورغ – 1,500,000 | 10,700,000 [بحاجة لمصدر] | 1٫1%                  |
| 14     | نواب كرناتيك | 10,000,000               | 1%                    |
| 15     | الدولة الدرانية | 9,780,000                | 0.9%                  |
| 16     | الإمبراطورية البرتغالية التقسيمات - - مملكة البرتغال – 2,970,000 - Viceroyalty of Brazil – 3,600,000 - موزمبيق البرتغالية – 1,250,000 - أنغولا البرتغالية – 1,010,000 - تيمور البرتغالية – 300,000 - الهند البرتغالية – 210,000 التوابع - - غوا – ? - دادرا وناجار هافلي – ? - الرأس الأخضر ‏ – ? - غينيا البرتغالية – ? - ماكاو البرتغالية – ? | ~9,400,000               | ~0٫9%                 |
| 17     | Tây Sơn dynasty (Đại Việt) | 7,291,000                | 0٫7%                  |
| 18     | مملكة نابولي التقسيمات - - مملكة نابولي – 5,000,000 - مملكة صقلية – 1,700,000 | 7,000,000                | 0٫7%                  |
| 19     | الجمهورية الباتافية التقسيمات - - الجمهورية الباتافية – 1,850,000 - جزر الهند الشرقية الهولندية – 4,200,000 - الشاطئ الهولندي الذهبي – ? - كوراساو والتبعيات – ? - أروبا – ? - البنغال الهولندية – ? - سوراته الهولندية – ? - كورومانديل الهولندية – ? | ~6,050,000               | ~0٫6%                 |
| 20     | الدولة القاجارية | 6,010,000                | 0٫6%                  |
| 21     | الولايات المتحدة | 5,509,879                | 0٫5%                  |
| 22     | المغرب | 5,000,000                | 0٫3%                  |
| 23     | أسرة كونباونغ (بورما) | 4,200,000                | 0٫4%                  |
| 24     | مملكة راتاناكوسين (سيام) | 4,050,000                | 0٫1%-0٫4%             |
| 25     | سلالة تالبور | 4,000,000                | 0٫4%                  |
| 26     | Sweden | 3,347,000                | 0٫3%                  |
| 27     | خانية القازاق | 2,985,000                | 0.3%                  |
| 28     | الإمبراطورية الإثيوبية | 2,950,000                | 0٫3%                  |
| 29     | مملكة سردينيا | 2,900,000                | 0٫30%                 |
| 30     | الدولة البابوية | 2,300,000                | 0٫2%                  |
| 31     | الدنمارك-النرويج التقسيمات - - الدنمارك-النرويج – 929,000 - الدنمارك-النرويج- 883,000 - دوقية هولشتاين – 350,000 - تاريخ آيسلندا- 46,000 - الهند الغربية الدنماركية – 40,000 - جرينلاند – 5,000 - دوقية شلسفيغ – ? - الهند الدنماركية – ? | ~2,200,000               | ~0٫2%                 |
| 32     | إمبراطورية الأويو | ~2,175,016               | 0٫2%                  |
| 33     | الدولة السعودية الأولى التقسيمات - - إمارات الساحل المتصالح – 41,000 | 2,132,000                | 0٫2%                  |
| 34     | كمبوديا | 2,090,000                | 0٫2%                  |
| 35     | جنوب فيتنام تحت حكم نجوين آنه | 1,770,000                | 0٫2%                  |
| 36     | دوقية تسكانة الكبرى | 1,224,000                | 0٫13%                 |
| 37     | إمارة بخارى | 1,200,000                | 0٫12%                 |
| 38     | بارما | 415,000                  | 0٫042%                |
| 39     | سلطنة عمان التقسيمات - - سلطنة عمان – 300,000 - البحرين – 63,000 | 363,000                  | 0٫037%                |
| 40     | Aro Confederacy | ~349,081                 | 0٫036%                |
| 41     | Ankole | 205,800                  | 0٫021%                |
| 42     | مملكة ريوكيو (تابعة يابانية) | 155,650                  | 0٫016%                |
| 43     | مملكة هاواي | 145,000 (تقديرات)        | 0٫015%                |
| 44     | جمهورية لكة | 120,000                  | 0٫012%                |
| 45     | جمهورية راغوزا | 30,000                   | 0٫012%                |
| 46     | Dendi Kingdom | ~17,243                  | 0٫0018%               |
| 47     | Kingdom of Tahiti | 16,000                   | 0٫0016%               |
| 48     | قطر | 14,000                   | 0٫0014%               |
| 49     | ليختنشتاين | 5,800                    | 0٫00059%              |
| 50     | سان مارينو | 5,490                    | 0٫00056%              |
| 51     | أندورا | 2,650                    | 0٫00027%              |